# Ло Фазо, Симоне
Симоне Ло Фазо (итал. Simone Lo Faso; 18 февраля 1998 года, Палермо, Италия) — итальянский футболист, играющий на позиции нападающий.

## Карьера
Ло Фазо начинал заниматься футболом в академии «Сиены», в 2012 году перешёл в академию «Палермо», где выступал за юношеские команды клуба. В сезоне 2016/17 стал привлекаться к тренировкам с основной командой. 6 ноября 2016 года дебютировал в Серии А в поединке против «Милана», выйдя на поле на замену на 57-й минуте вместо Карлоса Эмбало.
Вызывался в юношеские сборные Италии разных возрастов. Принимал участие в чемпионате Европы 2015 года среди юношей до 17 лет. Вместе с командой дошёл до четвертьфинала, где они уступили сверстникам из Франции. Провёл на турнире все четыре встречи, забил один мяч.